# Vincenzo Coronelli

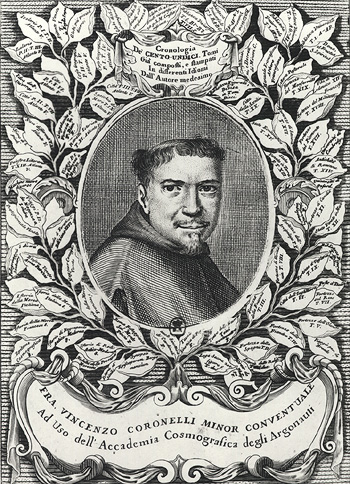
Portret van Coronelli, circa 1710

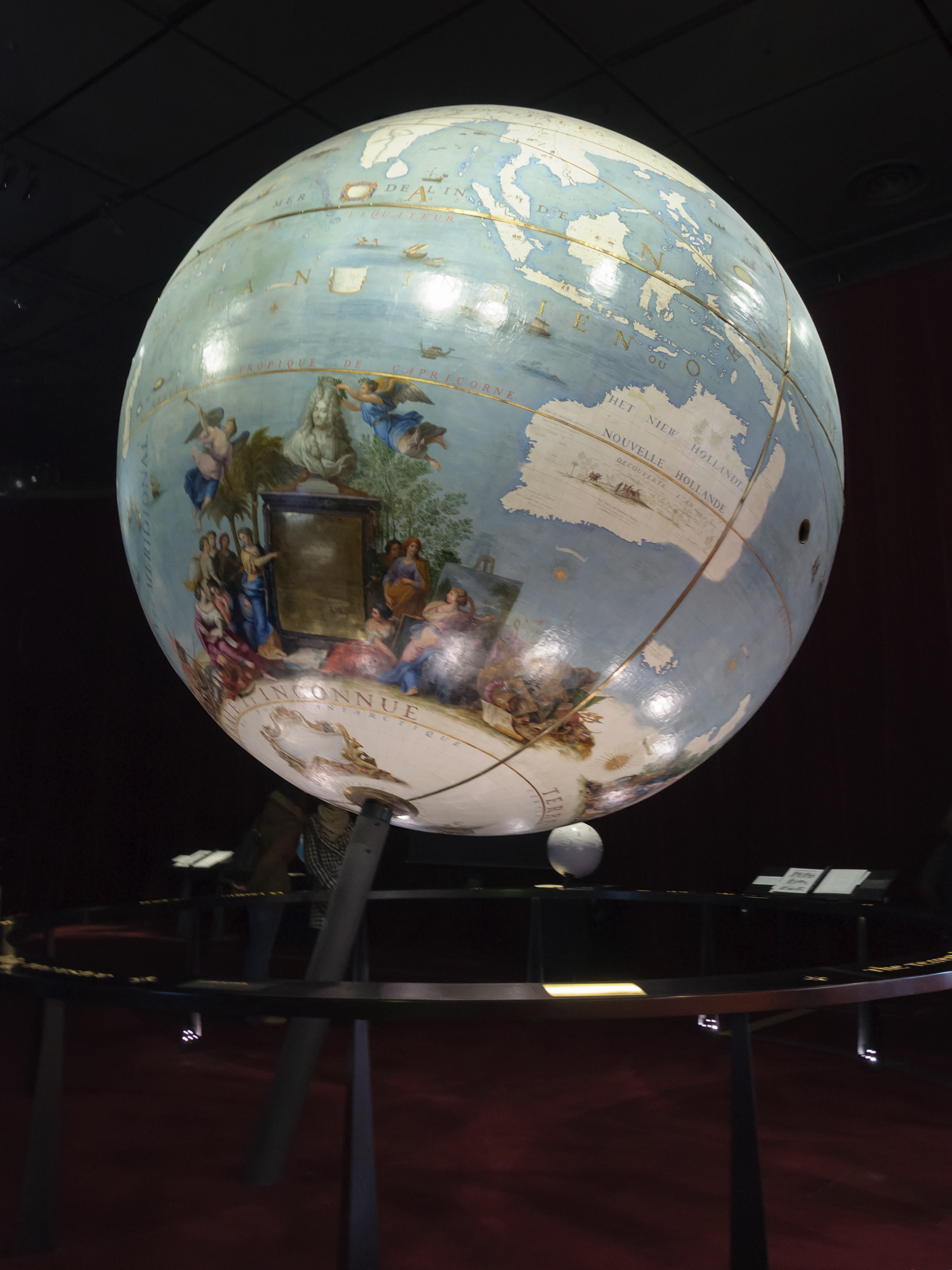
De aardglobe die Coronelli maakte voor Lodewijk XIV van Frankrijk

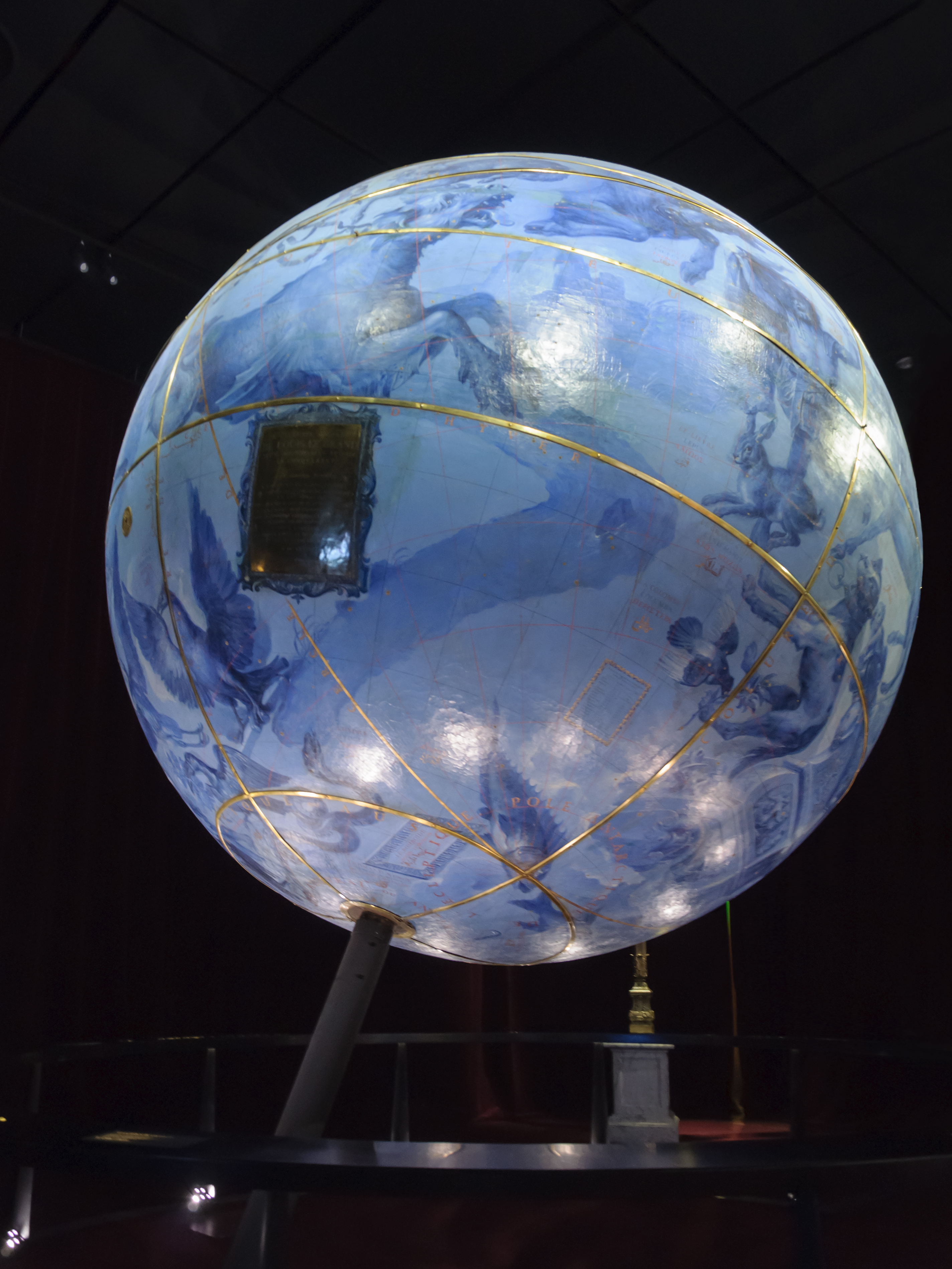
De bijpassende hemelglobe

Vincenzo Coronelli (Venetië  16 augustus 1650 - aldaar, 9 december 1718) was een Franciscaner monnik, kosmograaf, cartograaf en uitgever. Hij is met name bekend vanwege zijn atlassen en globes.

## Biografie
Coronelli werd in 1650, waarschijnlijk in Venetië, geboren als zoon van een kleermaker. Op zijn tiende ging hij in de leer bij een maker van houtsnedes. Drie jaar later werd hij toegelaten tot de orde der Minorieten en in 1665 werd hij novice. Op zijn zestiende publiceerde hij zijn eerste eigen werk. In 1671 trad Coronelli toe tot het klooster van de 'Heilige Maria Gloriosa dei Frari' in Venetië. Een jaar later ging hij theologie studeren in Rome, waar hij in 1674 afstudeerde. Coronelli excelleerde in de astronomie en de Euclidische meetkunde. Rond 1678 werkte Coronelli ook als geograaf en maakte hij een hemel- en een aardglobe voor de hertog van Parma. Beide globes maten een uitzonderlijke diameter van 175 cm en de hertog was dermate onder de indruk dat hij Coronelli tot hoftheoloog benoemde.

### Globes voor Lodewijk XIV
De Franse kardinaal en diplomaat César d'Estrées was eveneens onder de indruk en nodigde Coronelli uit naar Parijs te komen, waar hij van 1681 tot 1683 verbleef. Hij maakte er twee nog veel grotere globes voor Lodewijk XIV van Frankrijk. Deze globes hadden een diameter van 384 cm en wegen zo'n twee ton elk. Op een raamwerk van hout werd gips gegoten, omgeven door eerst grove en daarop fijne stoffen, waarop de kaarten met de hand werden geschilderd. Ze zijn bewaard gebleven en bevinden zich anno 2015 in de Bibliothèque nationale de France.

### Latere werken
Coronelli leefde en werkte enkele jaren in verschillende steden in Europa en werd in 1699 benoemd in een hoge functie bij de Franciscanen. Tussen 1690 en 1701 publiceerde hij zijn Atlante Veneto, een wereldatlas, die een verbeterde versie van die van Blaeu moest zijn. De dertien delen ervan bevatten naast kaarten veel astronomische en cartografische kennis.
Coronelli stichtte 's werelds eerste geografische academie van wetenschappen, de Accademia Cosmografica degli Argonauti in Venetië. Later publiceerde hij een encyclopedie in zes delen, de Biblioteca Universale Sacro-Profana.
Coronelli overleed in 1718 en liet honderden werken op het gebied van de cartografie na. De "International Coronelli Society for the Study of Globes" is naar hem genoemd.

## Werken (selectie)
- Atlante Veneto, 1691–1696
- Lo Specchio del Mare, 1698
- Morea, Negroponte & Adiacenze, 1686
- Ritratti de celebri Personaggi, 1697
- Roma antico-moderna, 1716
- Singolarita di Venezia, 1708–1709